# ActiveSync
ActiveSync — программа, позволяющая установить синхронизированную связь между мобильным устройством (КПК, смартфоном, коммуникатором) и персональным компьютером, а также сервером, работающим под управлением Microsoft Exchange Server. Связь между устройствами осуществляется посредством USB-кабеля, кредла, технологии Bluetooth или инфракрасного порта.
C Exchange Server можно синхронизировать только PIM-данные (Почту/Календарь/Контакты/Задачи) посредством Microsoft Outlook. Также есть возможность синхронизировать «Избранные» и любые приложенные файлы через Internet Explorer.
Программа ActiveSync поддерживает синхронизацию с компьютером мобильных устройств, работающих под управлением Windows Mobile и Windows CE. После выпуска операционной системы Windows Vista, ActiveSync была заменена на Windows Mobile Device Center.
Следует различать программу ActiveSync и Exchange ActiveSync (EAS), протокол синхронизации мобильного устройства с сервером электронной почты Microsoft Exchange поверх протокола HTTP/HTTPS. Данный протокол лицензируется компанией Microsoft для сторонних компаний, в частности Apple для iPhone, Palm для webOS устройств, и Google для семейства Android смартфонов. Технология Exchange ActiveSync также используется другими почтовыми серверами и средствами для коллективной работы, включая Novell GroupWise и Lotus Domino. По состоянию на август 2010 технология Exchange ActiveSync поддерживается основными платформами мобильных устройств: Windows Mobile/Windows Phone, Nokia Symbian Series 60, Apple iPhone OS 2.0/3.0, iOS 4, Google Android 2.x.
Сервера Google Mail/Google Apps предоставляют возможность синхронизации по протоколу EAS мобильных устройств на платформах Windows Mobile/Windows Phone и Symbian Series 60.
6 марта 2008 года Apple лицензировала у Microsoft Exchange ActiveSync для iPhone.

## Совместимость с ОС
| OС                    | Последняя версия |
| --------------------- | ---------------- |
| Windows 95/NT 4/98/ME | 3.8              |
| Windows 2000/XP/2003  | 3.8/4.5          |
| XP/2003               | 4.5              |

## Совместимость с устройствами
| ОС устройства                           | Используемая версия ActiveSync |
| --------------------------------------- | ------------------------------ |
| Windows CE 2-5/Windows Mobile 2000-2003 | 3.8                            |
| Windows CE 3-5/Windows Mobile 2002-5-6  | 4.5                            |